# Punta Carretas
Punta Carretas es uno de los 62 barrios oficialmente reconocidos de Montevideo, capital de la República Oriental del Uruguay. También conocido como «Punta Brava», su nombre se refiere a la más prominente y peligrosa punta rocosa orientada al sur de la costa de la ciudad. 
Está comprendido por las calles Bulevar Artigas, Avenida Julio María Sosa, Avenida Sarmiento, Juan María Pérez, Rambla Mahatma Gandhi y Avenida Gonzalo Ramírez. Limita con Pocitos al este y noreste, y con Parque Rodó al norte y oeste.
Comprendido en el Municipio CH, se trata de un conglomerado urbano fundamentalmente residencial y de esparcimiento, con costas al Río de la Plata. Con una alta densidad de población, es una zona predominantemente de clase media alta, con altos precios inmobiliarios. 

## Historia
El doble nombre depende del enfoque de la mirada, si es en el mar o en la tierra. Se comenzó a conocer a la zona como «Punta Brava», ya que era el nombre que recibía por parte de los marineros, debido a que la punta se alarga bajo el agua y provocó varios naufragios. Por su parte, «Punta Brava» alude a la forma de carreta que muchos marineros veían en las rocas del lugar. 

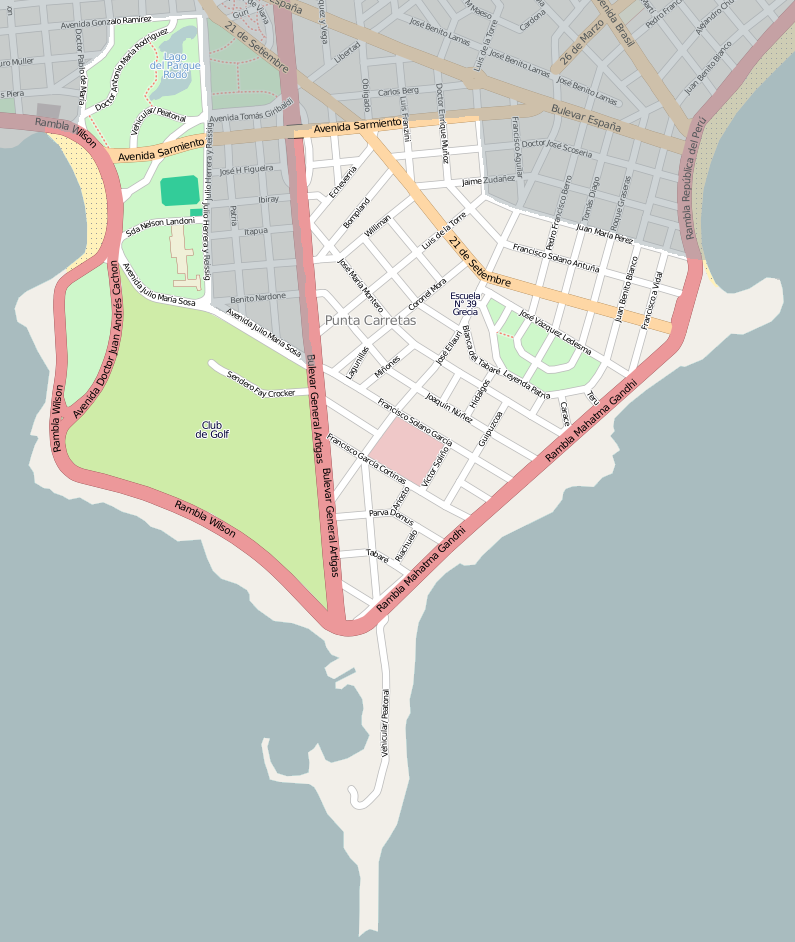
Vista satelital de Punta Carretas

El Faro de Punta Brava –de 21 metros de altura y alcance lumínico de quince millas náuticas– fue construido en 1876. Entre 1880 y 1890 existió un hipódromo en la zona central del barrio conocido como «Hipódromo del Este» con un palco de gran altura con capacidad para 1.500 personas, del cual se podía apreciar la costa.
A pesar de ser una zona tan cercana al centro de la ciudad, a inicios del siglo XX no era considerada atractiva, al punto de que en 1915 se inauguró el Penal de Punta Carretas, una prisión de 400 celdas para presos comunes y de alto riesgo.Esto postergó aún más el desarrollo del área, al cual se asociaba con pobres condiciones de vida.Recién en los años cincuenta, cuando la ciudad se expandió de tal manera que rodeó definitivamente a la cárcel, se dio nacimiento al barrio de Punta Carretas.
Con el paso de los años Punta Carretas se fue consolidando como un típico barrio de clase media alta. La desaparición de la cárcel en 1986 y la transformación del predio en el centro comercial homónimo en 1994 modificó completamente la zona.Aumentaron las inversiones y el desarrollo de un gran número de edificios de apartamentos, lo que repercutió en los precios inmobiliarios. Asimismo, supuso la apertura de cadenas hoteleras internacionales, restaurantes de alta cocina, marcas internacionales de ropa y nuevos negocios locales.

## Sitios destacados

### Monumentos y arquitectura

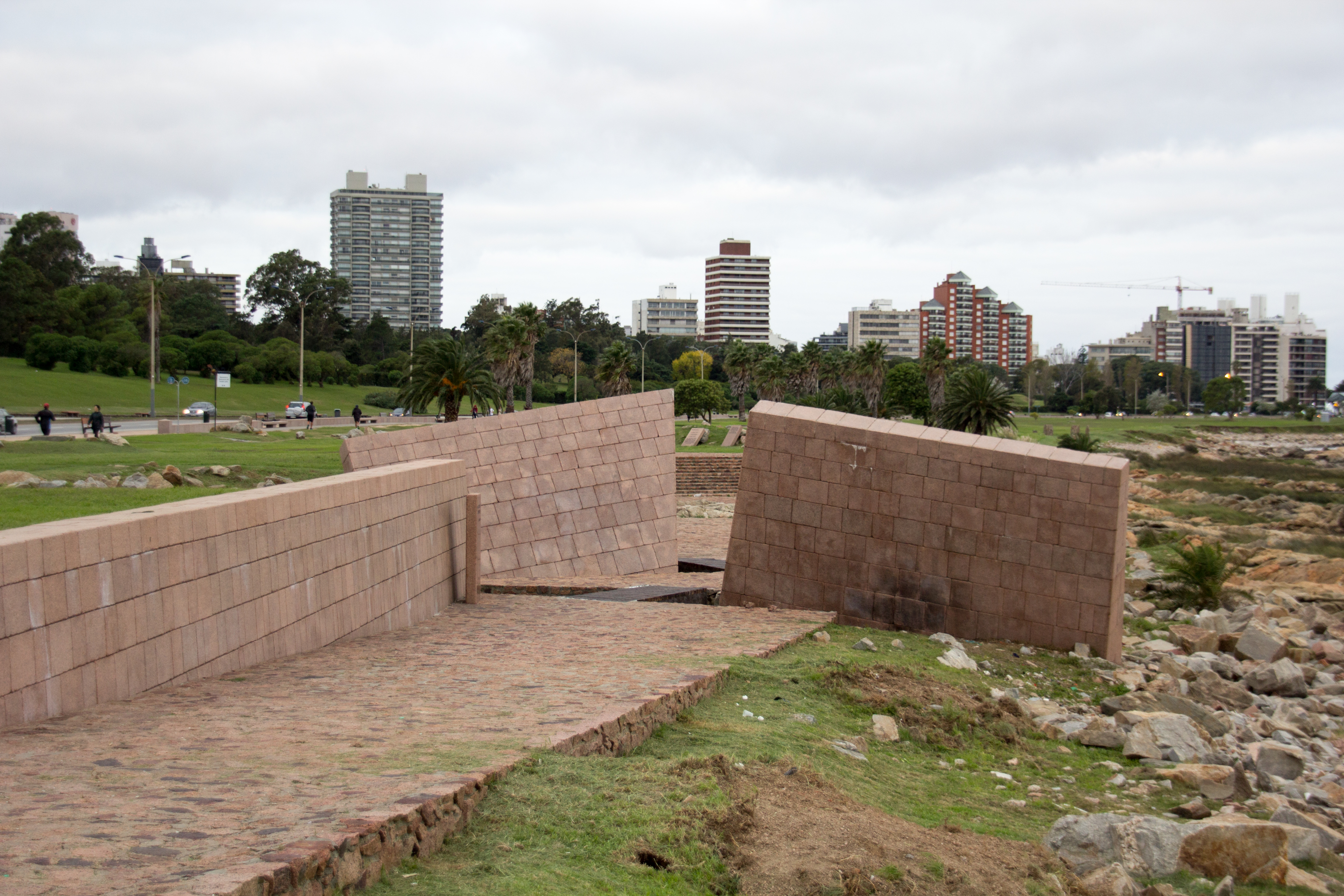
Memorial del Holocausto

#### Memorial del Holocausto del Pueblo Judío
Ubicado sobre la Rambla Presidente Wilson, consiste en un muro de ciento veinte metros de largo paralelo al río, en el que representa la historia del pueblo judío. En la parte central, se interrumpe con un gran hueco emplazado entre dos bloques de granito que aluden a la tragedia que significa el Holocausto. Inaugurado en 1994, fue declarado Monumento Histórico Nacional por el Ministerio de Educación y Cultura.

#### Faro de Punta Brava

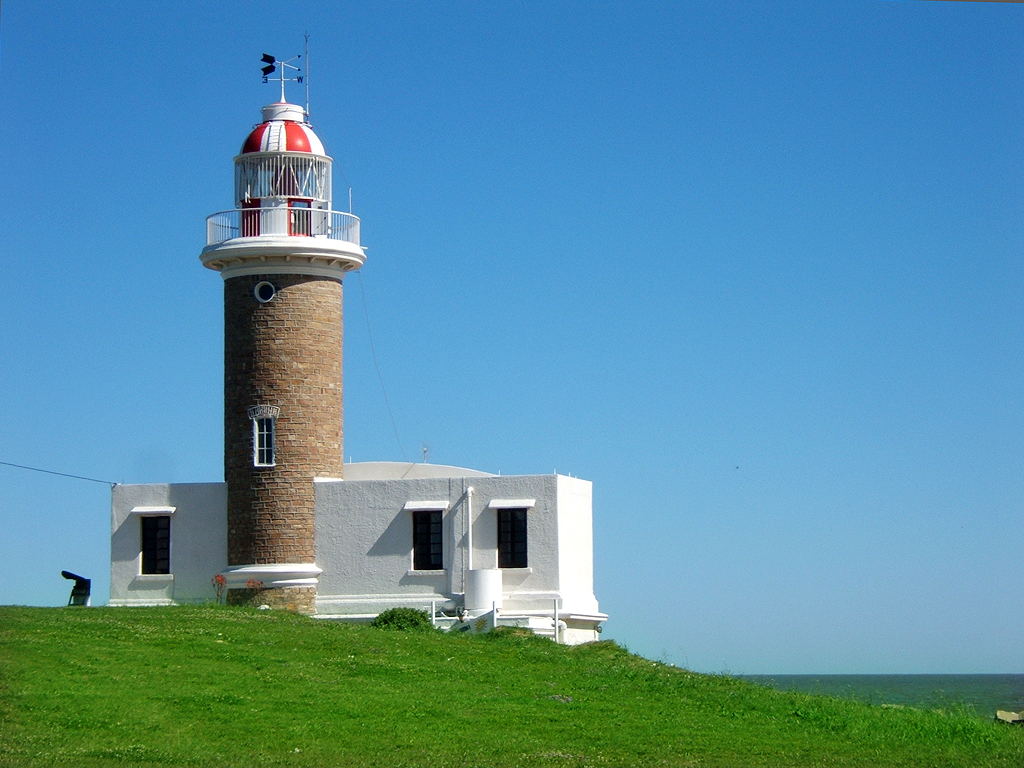
Faro de Punta Brava en 2007.

Fue construido en 1876. Tiene una altura de 19 metros y posee un alcance luminoso de 18,5 millas náuticas. Desde el año 1948 cada 10 segundos se intercalan un destello rojo y uno blanco para diferenciarlo de otros faros y boyas. Sigue siendo de mucha importancia para la navegación de pesqueros que se dirigen al Banco Inglés, o al Puerto del Buceo, o a la entrada del Río Santa Lucía. En 1962 fue enlazado a la red eléctrica.

### Museos

#### Castillo Pittamiglio
El Castillo Pittamiglio fue construido por el arquitecto Humberto Pittamiglio desde 1910 hasta su muerte en 1966. En el castillo se encuentran simbolismos alquímicos, cristianos, templarios, rosacruces y masónicos. La historia del castillo está rodeada de mitos y leyendas, entre ellas que albergó el Santo Grial, y que allí se realizaban orgías o rituales satánicos. Actualmente el edificio sirve como museo y espacio cultural.

#### Museo Zorrilla

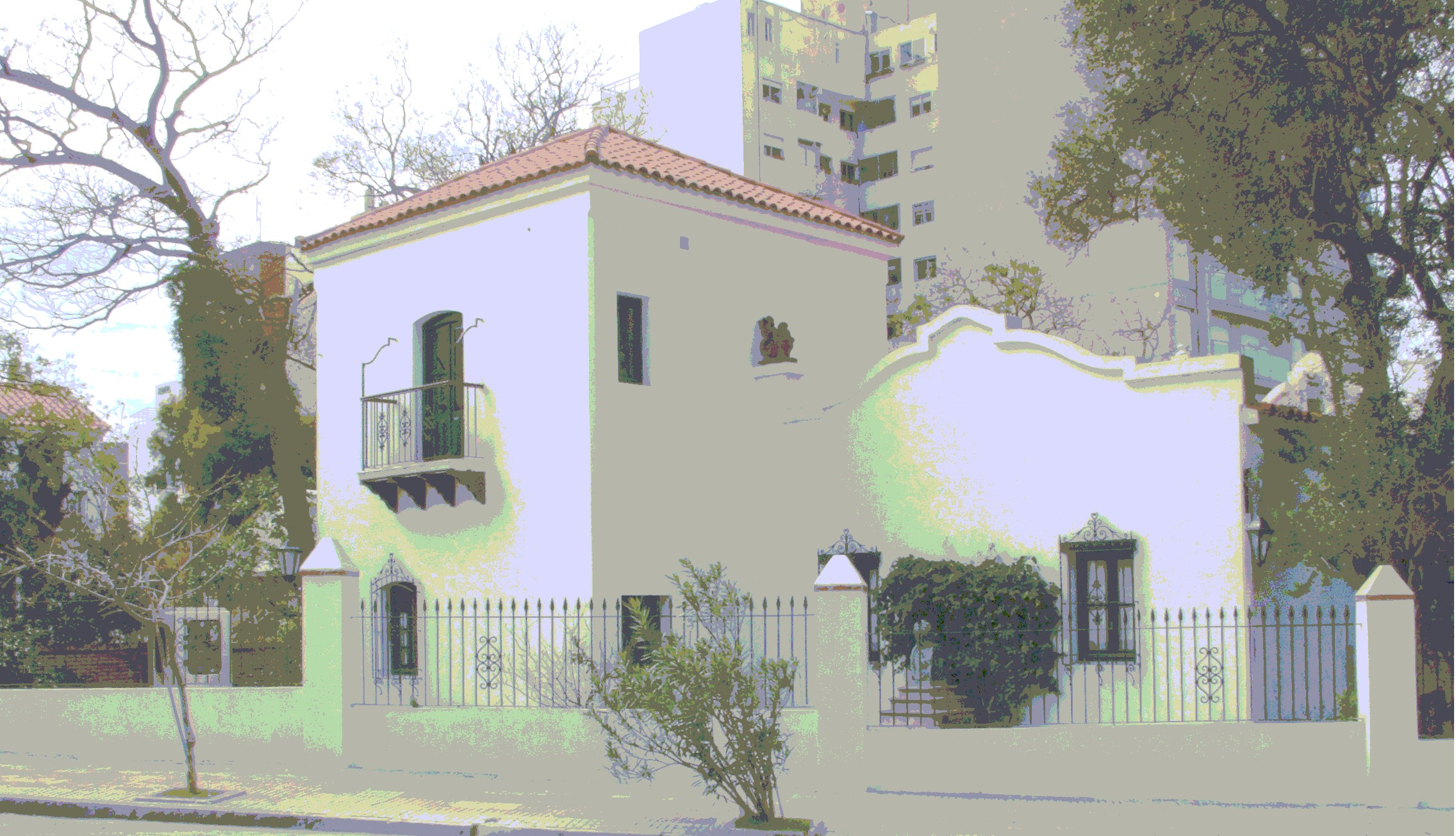
Museo Zorrilla en 2006.

Frente al rocoso mar se encuentra la casa que perteneció al poeta Juan Zorrilla de San Martín. Hacia 1910 se realiza la primera construcción, dos habitaciones de cinc y un baño y en 1922 la casa, finalmente, quedó terminada.
En 1936 la casa pasa a ser propiedad del Estado y el 26 de febrero de 1943 el museo abre sus puertas al público.

### Templos

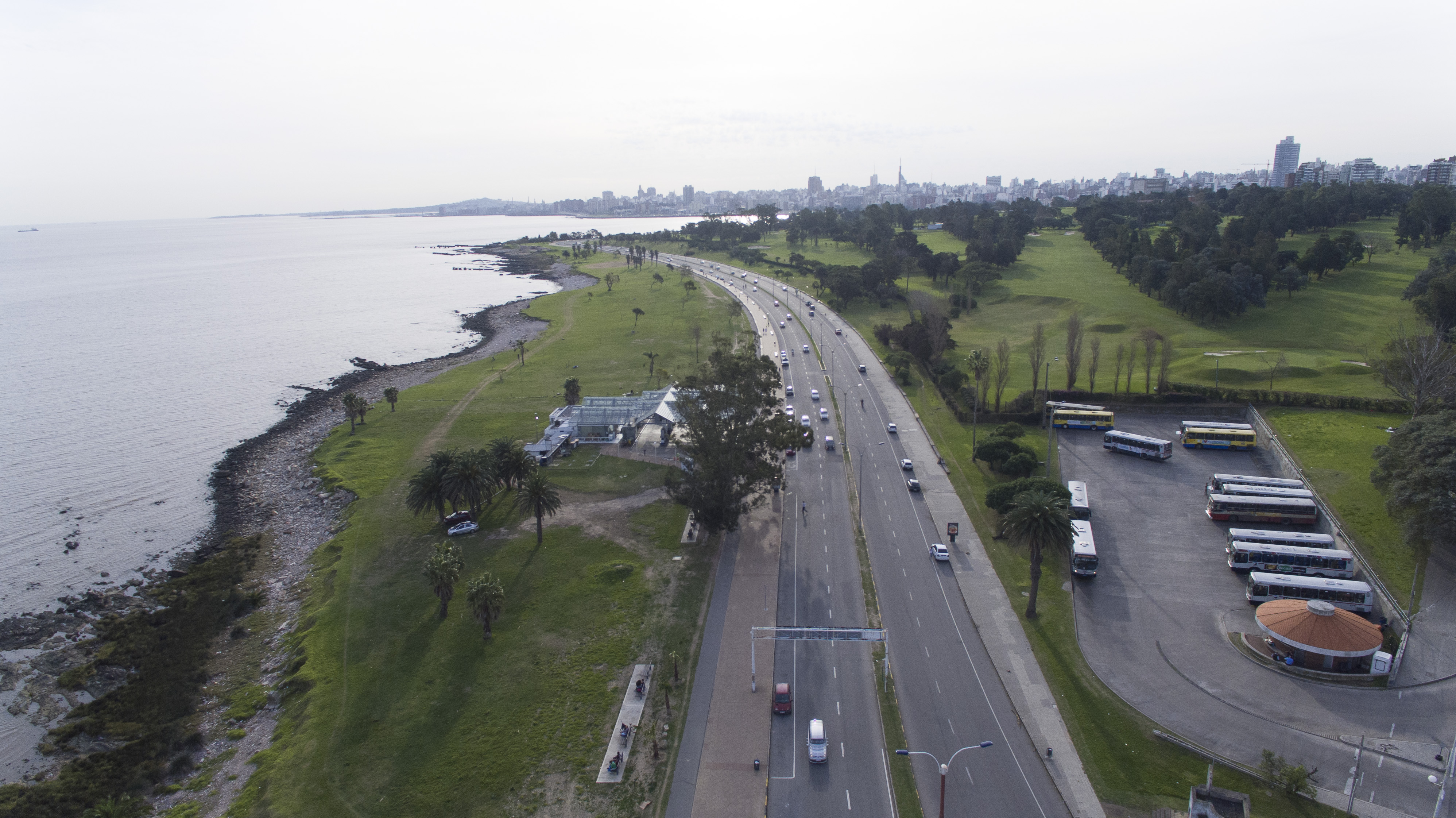
Rambla de Punta Carretas desde el faro al noroeste; el fondo, el Cerro.

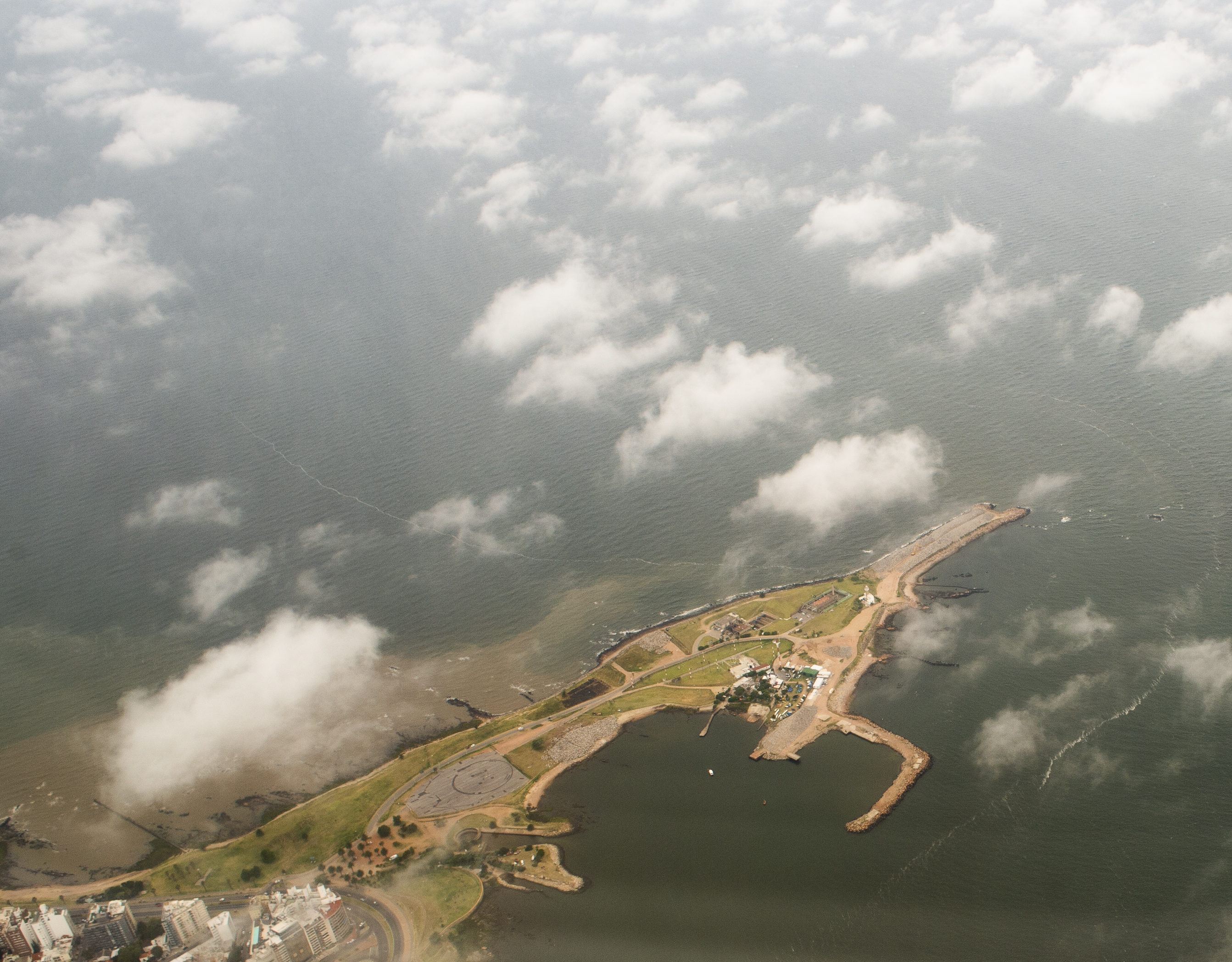
Punta Carretas Montevideo, toma aérea

#### Parroquia de Punta Carretas
La Iglesia de Nuestra Señora del Sagrado Corazón fue construida entre 1917 y 1927. Originalmente a cargo de la orden de los Hermanos Menores Capuchinos, actualmente es una parroquia de la Curia Eclesiástica.
Este templo de estilo neorrománico, con su torre constituye un referente obligado en el barrio.

### Otros sirios de interés

#### De Cárcel a Centro Comercial
La Penitenciaría de Punta Carretas se inauguró en 1915 y fue testigo de fugas de anarquistas en la década del 30 y de los tupamaros en 1971. 
Hacia fines de 1986 se produce un gran motín. A los pocos días la cárcel es desalojada y cerrada definitivamente. Sin embargo, pasaron algunos años discutiendo el destino de las seis manzanas que constituían la cárcel para finalmente ser vendida a un consorcio inmobiliario que lo transformó en un centro comercial.
En 1991 comenzó el reciclaje y remodelación del inmueble. La antigua Penitenciaría abrió sus puertas como el Punta Carretas Shopping Center, en 1994.

#### Club de Golf del Uruguay
Hacia 1894 se fundó el Golf Club de Montevideo luego llamado Club de Golf del Uruguay. Ocupa todo el espacio entre el costado oeste del Bulevar Artigas, la Rambla, y el Parque Rodó.

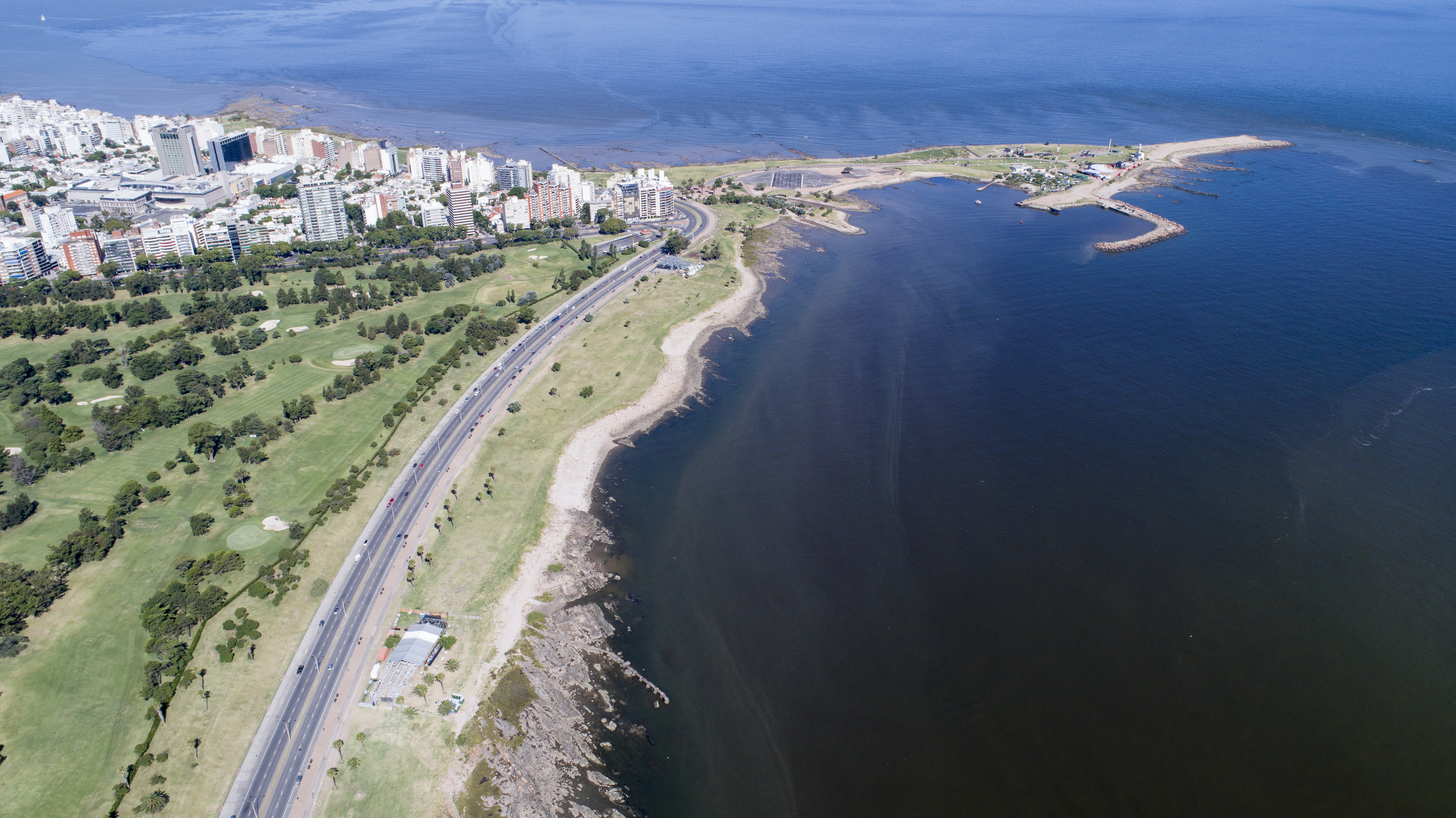
Club de Golf

#### República de Parva Domus

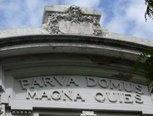
La inscripción Parva Domus Magna Quies.

Hacia 1878. José Achinelli, solía ir a pescar todos los domingos a la Punta Brava y no quería cada domingo llevar en el tranvía sus cañas de pesca, su comida y la ropa de recambio, decide alquilar uno de los modestísimos cuartos de piso de terrón y paredes y techos muy deteriorados que había en esa zona. 
Algunos de sus amigos encontraron atractiva la idea de tener un lugar para dejar sus cosas o simplemente para reunirse a comer entre amigos. Dice la tradición que uno de ellos mientras leía Jack de Alphonse Daudet vio la frase “Parva Domus Magna Quies” (Casa Chica Gran Reposo) y sin pensarlo dos veces con un resto de carbón del brasero la escribió sobre la puerta del cuarto N.º 4. 
Algún día decidieron tener una bandera y –dice la tradición- que como entre los amigos habían colorados y blancos y, sin embargo, se trataban como hermanos, diseñaron una bandera de fondo blanco con franjas azules y letras rojas. Como la Parva Domus seguía creciendo fueron alquilando todos los cuartos y tiraron las paredes para lograr un espacio que diera cabida a todos. 
Algunos de los ciudadanos más conocidos fueron José Irureta Goyena, Juan Zorrilla de San Martín, Isidoro de María, Eduardo Rodríguez Larreta, Eduardo Fabini, Dalmiro Costa, César Zagnoli, etc. 
Una blanca casona con puertas y ventanas verdes, rodeada de un parque, con árboles, estatuas y jardines ocupa el lugar donde estaban los antiguos cuartos derruidos.